# Dark ambient
Dark ambient és una forma de música ambiental més fosca i intimidant. La utilització de greus tons, estètica obscura i presuntuosa caracteritza aquest sub-gènere i el classifica en moltes accepcions musicals, passant pel gòtic, l'electrònica o el black metal.

## Artistes preminents
Escandinàvia
- Burzum
- Mayhem
- Lifelover

Regne Unit
- Aphex Twin
- Coil
- CRIM3S

Alemanya
- ColdWorld

Estats Units
- Arab on Radar
- Black Buddha
- Jandek
- Wolves in the Throne Room
- White Ring
- Salem o S4lem